# Peleg
Peleg en (en hebreo, פָּלֶג, «división») es un personaje menor del Antiguo Testamento, aunque también es mencionado en el Nuevo Testamento.

## En la Biblia
Según el Génesis y I Crónicas; es descendiente de Sem, un hijo de Noé; y a la edad de 30 años tuvo un hijo llamado Reu, que no fue el único. De acuerdo al mismo libro, su padre fue Heber y habría muerto a la edad de 239 años. Según Lucas el Evangelista, forma parte de la genealogía de Jesús.

## Aparición de los continentes
Según la Biblia, durante la época de Peleg, «la tierra fue dividida». Para los israelitas, esto hace referencia al reparto tribal de la tierra entre los descendientes de los tres hijos de Noé, luego del fracaso de la construcción de la Torre de Babel. Esto representa el origen de la ubicación territorial de los principales pueblos de la región. Esta explicación era ampliamente aceptada en la Edad Media; así, aparece mencionada en el Libro de los Jubileos, Liber Antiquitatum Biblicarum y Kitab al-Magall. También lo menciona Flavio Josefo en Antigüedades de los judíos y autores tan tardíos como James Ussher en Annals of the World.
Una teoría actual de algunas escuelas de pensamiento creacionista interpreta este versículo para sugerir que Peleg vivió en el momento en el cual el continente Pangea se dividía en los continentes modernos; aunque algunos otros geólogos creacionistas sostienen que tal evento habría sucedido durante el diluvio universal, cinco generaciones antes.

## En la actualidad
«Peleg» es un apellido hebreo común, siendo también la raíz de la palabra «navegación» (להפליג) y de «tienda de campaña» (פלג או).